# Терехово (городской округ Солнечногорск)
Терехово — деревня в Московской области России. Входит в городской округ Солнечногорск. Население — 11 чел. (2010).

## География
Деревня Терехово расположена на севере Московской области, в центральной части округа, примерно в 10 км к юго-востоку от центра города Солнечногорска, в 34 км к северо-западу от Московской кольцевой автодороги. 
Западнее деревни проходит федеральная автодорога M10 «Россия», восточнее — протекает река Клязьма. В самой деревне протекает ручей Задеринога, на берегах которого, в ноябре 1941 года проходили бои советских войск с частями 2-й танковой дивизии Вермахта в рамках Клинско-Солнечногорской оборонительной операции. 
Ближайшие населённые пункты — посёлок Верхнеклязьминского лесничества, деревни Есипово, Овсянниково и Пешки. 
На территории деревни находятся несколько улиц, именуемые жителями как "Центральная", "Верхняя", "Запрудная", "Нижняя", "Раздольная", "Полевая" и "Лесная".   

## Население
| 1852 | 1859 | 1890 | 1899 | 1926 | 1966 |
| ---- | ---- | ---- | ---- | ---- | ---- |
| 139  | ↘123 | ↘119 | ↘99  | ↗168 | ↘72  |
| 1998 | 2002 | 2010 |      |      |      |
| ↘7   | ↘4   | ↗11  |      |      |      |

## История
Терихова, деревня 6-го стана, Левенталя, Густафа Осиповича, Статского Советника, крестьян 69 душ мужского пола, 70 женского, 13 дворов, 41 верста от Тверской заставы проселком.— Нистрем К. Указатель селений и жителей уездов Московской губернии, 1852 г.
В «Списке населённых мест» 1862 года — владельческая деревня 6-го стана Московского уезда Московской губернии по правую сторону Санкт-Петербургского шоссе (из Москвы), в 47 верстах от губернского города, при колодцах, с 20 дворами и 123 жителями (59 мужчин, 64 женщины). По данным на 1890 год — деревня Дурыкинской волости Московского уезда со 119 душами населения. В 1913 году — 25 дворов.
По материалам Всесоюзной переписи населения 1926 года — деревня Пешковского сельсовета Бедняковской волости Московского уезда в 1,5 км от Ленинградского шоссе и 8 км от станции Поворово Октябрьской железной дороги, проживало 168 жителей (76 мужчин, 92 женщины), насчитывалось 35 хозяйств, среди которых 34 крестьянских.
С 1929 года — населённый пункт в составе Солнечногорского района Московского округа Московской области. Постановлением ЦИК и СНК от 23 июля 1930 года округа как административно-территориальные единицы были ликвидированы.
1929—1957, 1960—1963, 1965—1994 гг. — деревня Пешковского сельсовета Солнечногорского района.
1957—1960 гг. — деревня Пешковского сельсовета Химкинского района.
1963—1965 гг. — деревня Пешковского сельсовета Солнечногорского укрупнённого сельского района.
В 1994 году Московской областной думой было утверждено положение о местном самоуправлении в Московской области, сельские советы как административно-территориальные единицы были преобразованы в сельские округа.
С 1994 до 2006 гг. деревня входила в Пешковский сельский округ Солнечногорского района.
С 2005 до 2019 гг. деревня включалась в Пешковское сельское поселение Солнечногорского муниципального района.
С 2019 года деревня входит в городской округ Солнечногорск, в рамках администрации которого относится с территориальному управлению Пешковское.